# Jack Cutmore-Scott
Jack Cutmore-Scott (* 16. April 1987 in London) ist ein britischer Schauspieler.
Cutmore-Scott hatte eine Nebenrolle in dem Film Kingsman: The Secret Service (2014). Dies war zugleich sein Schauspieldebüt. Weitere kleinere Rollen folgten. In Bad Match übernahm er die Hauptrolle. Er spielte die Titelrolle in der Serie Cooper Barrett’s Guide to Surviving Life und die Doppelrolle von Cameron und Jonathan Black in Deception – Magie des Verbrechens.
Seit Mai 2020 ist er mit seiner Schauspielkollegin Meaghan Rath verheiratet, die er 2015 am Set von Cooper Barrett’s Guide to Surviving Life kennenlernte.

## Filmografie (Auswahl)
- 2014: Kingsman: The Secret Service
- 2016: Cooper Barrett’s Guide to Surviving Life (Fernsehserie, 13 Folgen)
- 2017: Dunkirk
- 2017: Bad Match
- 2018: Deception – Magie des Verbrechens (Deception, Fernsehserie, 13 Folgen)
- 2018: Magnum P.I. (Fernsehserie, Folge 1x03)
- 2020: Hawaii Five-0 (Fernsehserie, Folge 10x17)
- 2020: Tenet
- 2023: Oppenheimer
- 2024: Death and Other Details (Fernsehserie, 7 Folgen)